# AP1AR
AP1AR (англ. Adaptor related protein complex 1 associated regulatory protein) – білок, який кодується однойменним геном, розташованим у людей на короткому плечі 4-ї хромосоми.  Довжина поліпептидного ланцюга білка становить 302 амінокислот, а молекулярна маса — 34 280.
| 10         |  | 20         |  | 30         |  | 40         |  | 50         |
| ---------- |  | ---------- |  | ---------- |  | ---------- |  | ---------- |
| MGNCCWTQCF |  | GLLRKEAGRL |  | QRVGGGGGSK |  | YFRTCSRGEH |  | LTIEFENLVE |
| SDEGESPGSS |  | HRPLTEEEIV |  | DLRERHYDSI |  | AEKQKDLDKK |  | IQKELALQEE |
| KLRLEEEALY |  | AAQREAARAA |  | KQRKLLEQER |  | QRIVQQYHPS |  | NNGEYQSSGP |
| EDDFESCLRN |  | MKSQYEVFRS |  | SRLSSDATVL |  | TPNTESSCDL |  | MTKTKSTSGN |
| DDSTSLDLEW |  | EDEEGMNRML |  | PMRERSKTEE |  | DILRAALKYS |  | NKKTGSNPTS |
| ASDDSNGLEW |  | ENDFVSAEMD |  | DNGNSEYSGF |  | VNPVLELSDS |  | GIRHSDTDQQ |
| TR         |  |            |  |            |  |            |  |            |

A: Аланін

C: Цистеїн

D: Аспарагінова кислота

E: Глутамінова кислота

F: Фенілаланін

G: Гліцин

H: Гістидин

I: Ізолейцин

K: Лізин

L: Лейцин

M: Метіонін

N: Аспарагін

P: Пролін

Q: Глутамін

R: Аргінін

S: Серин

T: Треонін

V: Валін

W: Триптофан

Кодований геном білок за функцією належить до фосфопротеїнів. 
Задіяний у таких біологічних процесах як транспорт, транспорт білків, поліморфізм, альтернативний сплайсинг. 
Локалізований у апараті гольджі, ендосомах.